# نیکولاس میلسی
نیکولاس میلسی ون لومل (اسپانیایی: Nicolás Milesi Van Lommel‎؛ زادهٔ ۱۰ نوامبر ۱۹۹۲) بازیکن فوتبال اهل اروگوئه است که در پست هافبک برای الظفره بازی می‌کند.
از باشگاه‌هایی که در آن بازی کرده‌است می‌توان به باشگاه فوتبال اتلتیکو پارانائنزه اشاره کرد.